# Gwangjin-gu
Gwangjin-gu  (Hangul:광진구, Hanja; 廣津區:, Hán Việt: Quảng Tân khu) là một trong 25 quận (gu) của thủ đô Seoul, Hàn Quốc. Nó nằm ở bờ bắc sông Hán, đến cuối phía đông của Seoul. Quận Gwangjin được thành lập năm 1995 từ việc tách ra khỏi Seongdong-gu lân cận.

## Đặc điểm
Quận Gwangjin được đặc trưng bởi sự đa dạng đáng chú ý trong sự kết hợp của nó. Đây là nơi có khuôn viên của Đại học Konkuk, khu lân cận là một trong những điểm đến giải trí về đêm hàng đầu của Seoul, cũng như Children's Grand Park, một điểm thu hút không kém đối với trẻ em và gia đình. Bờ phía nam nhìn ra sông Hán là khu dân cư đông đúc, nơi các tòa nhà chung cư cao tầng thống trị đường chân trời, nhưng ở trung tâm và phía bắc của quận là trung tâm công nghiệp nhẹ và sản xuất. Quận cũng là một trung tâm vận chuyển và gửi thư trong và ngoài Seoul, vì bến xe buýt Dong Seoul và Kho Dịch vụ Bưu chính Đông-Seoul kết nối Seoul với hầu hết các thành phố lớn khác ở Hàn Quốc. Hầu hết các khu vực còn lại là khu dân cư, nhưng không bao gồm các tòa nhà chung cư đặc trưng của thành phố, mà là các dãy nhà ba hoặc bốn tầng được ngăn cách bởi những con đường nhỏ và hẻm nhỏ.
Khu vực Đại học Konkuk là khu phố đêm nổi tiếng với hàng chục nhà hàng, quán bar, phòng DVD và nhà ở có hồ bơi phục vụ cho đám đông giới trẻ, giống như các khu vực của Sinchon và Hongdae. Khu vực này cũng là một khu mua sắm đang phát triển với một số cửa hàng trong Phố Rodeo và mở trung tâm thương mại Star City, có E-Mart, Lotte Cinema, Burger King, Krispy Kreme, nơi giải trí trò chơi điện tử lớn, nhiều nhà hàng và cửa hàng đặc sản khác.
Liền kề với khuôn viên trường đại học Sejong là Children's Grand Park. Công viên có nhiều đài phun nước và những con đường mòn đi bộ, sở thú, công viên giải trí.
Ở trung tâm quận Gwangjin, có ga tàu điện ngầm Gangbyeon. Ở bên trái nhà ga có bến xe buýt Dong Seoul. Trong bến xe này, rất nhiều xe buýt chạy đến nhiều thành phố và quận - gồm Busan, Gwangju, Daegu, Daejeon, và nhiều hơn nữa. Ở bên phải của nhà ga này, có một tòa nhà lớn bán tất cả các loại thiết bị điện tử hữu ích được gọi là Techno Mart. Nhiều loại máy tính, máy in, điện thoại di động, máy ảnh, máy nghe nhạc MP3 và thậm chí cả tủ lạnh được bán trong tòa nhà này giống như Akihabara ở Tokyo.
Nằm ở phía đông bắc của quận Gwangjin là Khách sạn Sheraton Grande Walkerhill, được quản lý bởi Sheraton Hotels and Resorts và Khách sạn W Seoul Walkerhill, với một trong ba sòng bạc duy nhất ở Seoul.

## Phân cấp hành chính
- Gwangjang-dong (Quảng Tràng động)
- Gunja-dong (Quân Tử động)
- Guui-dong (Cửu Nghi động)
- Hwayang-dong (Hoa Dương động)

Phân cấp hành chính

  - Mojin-dong (Mao Trần động) - một beopjeong-dong được quản lý bởi Hwayang-dong
- Jayang-dong (Tử Dương động)
- Junggok-dong (Trung Cốc động)
- Neung-dong (Lăng động)
- Noyu-dong (Lão Du động)

## Vận chuyển

### Đường sắt
Seoul Metro
- Tàu điện ngầm Seoul tuyến số 2 tuyến vòng
(Seongdong-gu) ← Đại học Konkuk — Guui — Gangbyeon → (Songpa-gu)
- Tàu điện ngầm vùng thủ đô Seoul tuyến số 5
(Dongdaemun-gu) ← Gunja — Achasan — Gwangnaru → (Gangdong-gu)
- Tàu điện ngầm Seoul tuyến số 7
(Jungnang-gu) ← Junggok — Gunja — Công viên trẻ em — Đại học Konkuk — Khu nghỉ dưỡng Ttukseom → (Gangnam-gu)

## Giáo dục

### Trường tiểu học
- Trường Tiểu học Đại học Sejong (Trường Tiểu học Sejong)

### Trường trung học cơ sở
- Trường trung học Gwangnam Seoul

### Trường trung học phổ thông
- Trường trung học Gwangnam

### Trường đại học
- Đại học Sejong
- Đại học Konkuk
- Đại học Mạng Sejong

### Trường quốc tế
- Trường Quốc tế Mông Cổ
- Trường Ngoại quốc Kent Hàn Quốc

## Các đơn vị kết nghĩa
- Boeun, Hàn Quốc
- Boryeong, Hàn Quốc
- Ereğli, Thổ Nhĩ Kỳ
- Phòng Sơn, Trung Quốc
- Inje, Hàn Quốc
- Mungyeong, Hàn Quốc
- Yeonggwang, Hàn Quốc